# Pórtico de la Gloria

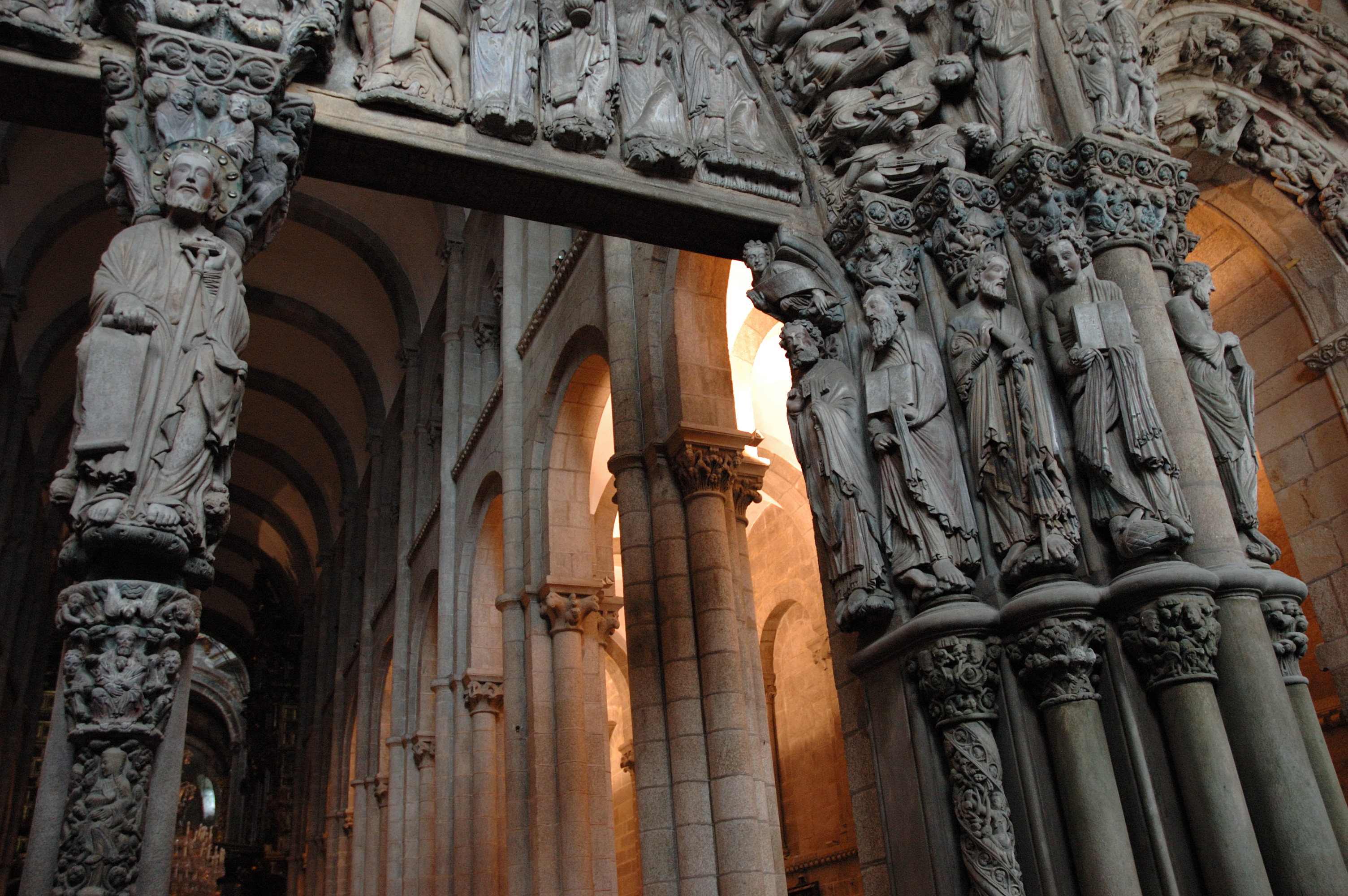
Detalle del Pórtico de la Gloria. Esta imagen se encuentra en la fachada occidental de la catedral

El Pórtico de la Gloria de la catedral de Santiago de Compostela es un pórtico tallado en granito con un estilo de transición entre el románico y el gótico realizado por el maestro Mateo y sus trabajadores (su obradoiro o taller) por encargo del rey de León Fernando II, quien donó a tal efecto cien maravedíes anuales, entre 1168 y 1188, última fecha que consta inscrita en la piedra como indicativa de su finalización.
Después de comenzar los trabajos del Pórtico, su taller terminó las naves de la Catedral teniendo para ello que construir una novedosa cripta para salvar el desnivel entre las naves y el terreno de alrededor.
El 1 de abril de 1188 se colocaron los dinteles del pórtico y la conclusión del conjunto se demoró hasta el año 1211, en el que se consagraría el templo con la presencia del rey Alfonso IX.
El Pórtico actual no es exactamente el resultado de la obra del maestro Mateo, ya que algunas de sus figuras originales fueron retiradas al construirse la actual fachada de la Catedral («la fachada del Obradoiro»), quedando conservadas en el Museo Catedralicio. Por lo demás, el Pórtico originalmente estaba policromado, pero hoy solo quedan restos de la pintura en algunos puntos.
Las esculturas del Pórtico de la Gloria pueden considerarse protogóticas pues las figuras están representadas de forma individualizada y son expresivas, anunciando la escultura que se desarrollaría plenamente en los siglos XIII y XIV.

## Estructura arquitectónica

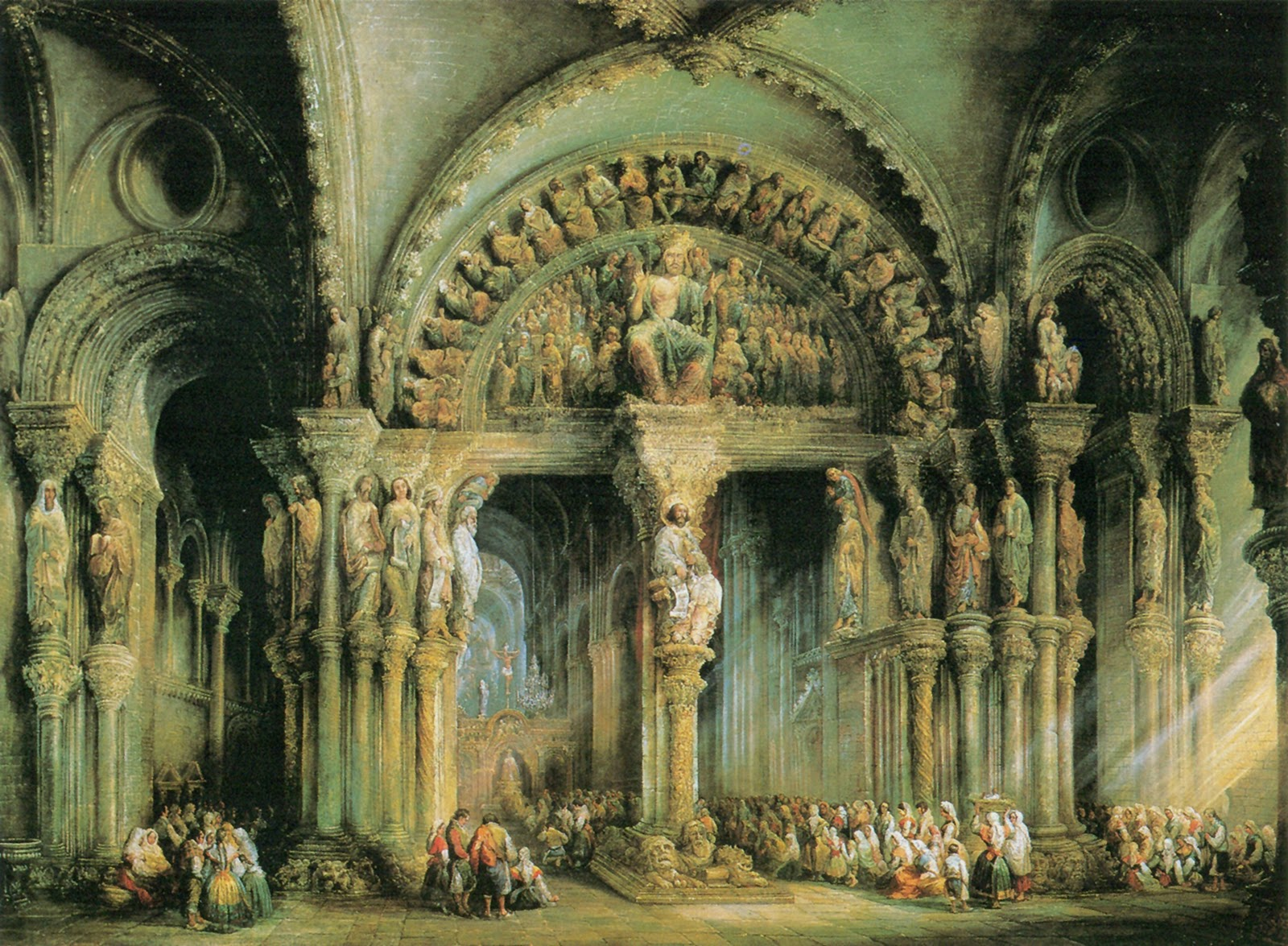
Pórtico de la Gloria por el pintor Jenaro Pérez Villaamil.

La estructura arquitectónica del pórtico consiste en tres plantas superpuestas: la cripta, que simboliza el mundo terrenal; el pórtico, que constituía la puerta de entrada occidental a la catedral y que permaneció abierto al exterior durante la Edad Media, y en el que se representa la Jerusalén celeste; y la última planta era la tribuna, que por medio de un rosetón se conseguía que estuviera iluminada todo el día; representa la elevación de los humanos a lo divino.
El conjunto escultórico pretende ser una representación de la ciudad celeste, utilizando en la iconografía diferentes símbolos tomados del Apocalipsis de San Juan y de otros textos del Antiguo Testamento. Otras teorías (como la del profesor Serafín Moralejo) explican las figuras y su disposición en una representación en piedra del Ordo Prophetarum, una obra teatral de tipo religioso del siglo XII en la que San Agustín convoca a los profetas para alabar a Dios y condenar a los judíos.
Está constituido por arcos de medio punto que se corresponden con cada una de las tres naves de la iglesia, sustentados por gruesos pilares con columnas adosadas. El arco central es el mayor (el doble que cada uno de los laterales), es el único que posee tímpano y está dividido por una columna central, el parteluz, con la figura de Santiago.
Verticalmente, la franja inferior está formada por las basas de las columnas, decoradas con animales fantásticos; la franja media está formada por columnas que sustentan las estatuas adosadas de los apóstoles; y la superior por los arcos que coronan las tres puertas.

## El arco central
A los dos lados de los Evangelistas, tras San Marcos y San Lucas, aparecen cuatro ángeles a cada lado con los instrumentos de la Pasión de Cristo. Unos llevan, sin tocarlos directamente, la cruz y la corona de espinas (a la izquierda) y la lanza y los cuatro clavos (a la derecha), otros, la columna en que fue flagelado, la jarra con la que se lavó Poncio Pilato, una caña con una esponja, la vara y un pergamino (en el que unos ven la sentencia de la crucifixión y otros la inscripción con el INRI de la cruz). Sobre las cabezas de estos ángeles, dos nutridos grupos de almas de los bienaventurados, 40 en total, representando a la turba celeste que nadie podía contar, en cita del Evangelio.
El tímpano central se corona con una arquivolta en la que aparecen sentados los 24 ancianos del Apocalipsis, en representación de cada una de las 24 clases sacerdotales del antiguo Templo de Jerusalén, portando cada uno un instrumento musical, como preparando un concierto en honor de Dios. Los instrumentos, un organistrum, 14 cítaras, 4 salterios y dos arpas, fueron reconstruidos hace pocos años y se realizaron conciertos con ellos. Dos de ellos (las figuras 4 y 21, contando de izquierda a derecha) no tocan ningún instrumento, sino que sostienen una redoma.
En los espacios que unen el arco central con los arcos laterales hay dos ángeles en cada uno, que representan al pueblo judío (el primero de la izquierda) y el pueblo de los gentiles (el primero de la derecha), y los niños que llevan en el colo simbolizan las almas que llevan hacia Dios 
La forma en la que el Maestro Mateo representa a Jesucristo rompe con la visión apocalíptica medieval que imperaba hasta entonces. Quiere mostrar un Dios más humano y menos justiciero y lejano, y por eso refleja a Dios con las heridas en manos y pies, y a los ancianos del Testamento parecen reír y conversar entre ellos.

### El parteluz

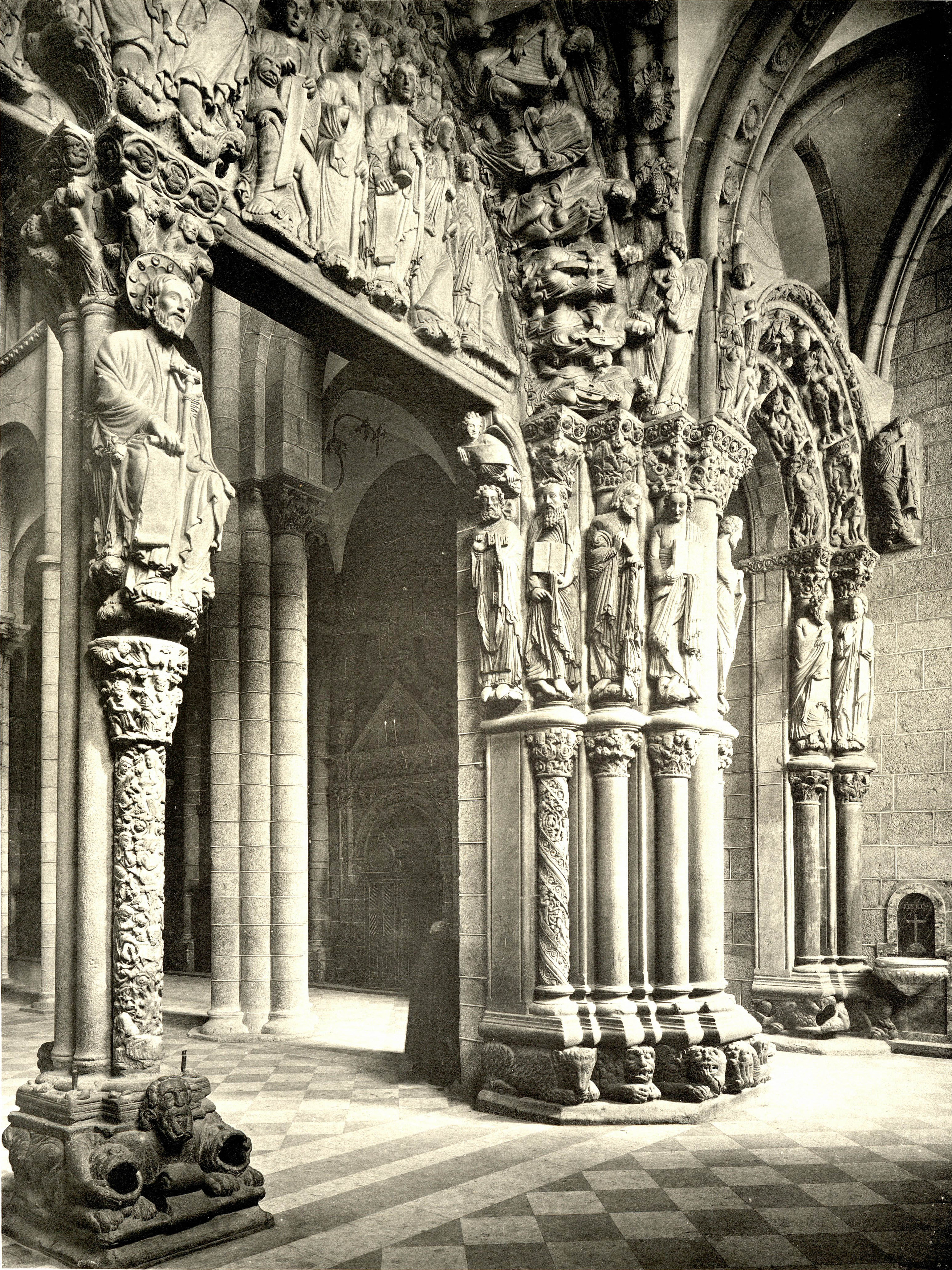
El Pórtico de la Gloria. Fototipia de 1889 tomada por Constantin Uhde.

En el parteluz hay que empezar por la descripción de la figura sedente de Santiago Apóstol, con el bastón de peregrino, como patrón de la basílica. Santiago aparece portando un pergamino en el que está escrito Misit me Dominus (Me envió el Señor). Sobre su cabeza, la columna termina con un capitel en el que se representan las tentaciones de Cristo en tres caras: en la que mira hacia el interior del templo y en la que rezan dos ángeles arrodillados. Al pie del santo, otro capitel con las figuras de la Santísima Trinidad.
Bajo el apóstol se representa el árbol de Jesé, nombre que recibe el árbol genealógico de Jesucristo a partir de Jesé
, padre del rey David. Esta es la primera vez que se representa en la península ibérica este tema en la iconografía religiosa. La columna reposa sobre una base en la que hay una figura con barba recostada sobre el pecho (quizá una imagen de Noé) y dos leones. Durante siglos fue costumbre que los peregrinos que llegaban a Santiago y accedían a la catedral tocaran el pie izquierdo del santo, simbolizando así el final de su camino. Otra tradición llevaba a los peregrinos a pasar la mano por entre las cavidades del árbol mientras rezaban cinco oraciones, antes de entrar en la catedral.
Al pie de esta columna central pero en la parte superior, hacia el Altar Mayor de la Catedral, está la figura arrodillada del propio Maestro Mateo, portando un cartel en el que está escrito Architectus. También con él hay una costumbre de siglos, que consiste en golpearse la cabeza contra la del escultor -tres veces-, para adquirir así parte de su sabiduría. Esta tradición, originalmente propia de los vecinos de Santiago y finalmente asumida por los peregrinos, justifica el apodo de Santo dos croques con el que se conoce popularmente a esta estatua.

### Leyenda
Cuenta la leyenda que el arzobispo fue a visitar las obras cuando estaban próximas a terminar. Cuando el Maestro Mateo le estaba explicando el significado de las diferentes figuras, el arzobispo le preguntó por una que el maestro no había citado y que destacaba en el tímpano central.
Mateo reconoció que esa figura era él mismo, porque consideraba merecer la gloria después de la obra de arte que estaba haciendo con tanto éxito, pero el arzobispo le recriminó duramente su falta de humildad.
Pasado el tiempo, Mateo llamó al arzobispo para que viese el Pórtico ya terminado y, cuando este llegó, lo primero en lo que se fijó fue en que aquella figura había desaparecido del tímpano, pero ahora había otra nueva escultura en la parte de atrás, arrodillada y sin luz. Así se quería representar el maestro Mateo ahora, humilde y arrepentido por pretender retratarse junto a Dios.

### Los apóstoles y profetas

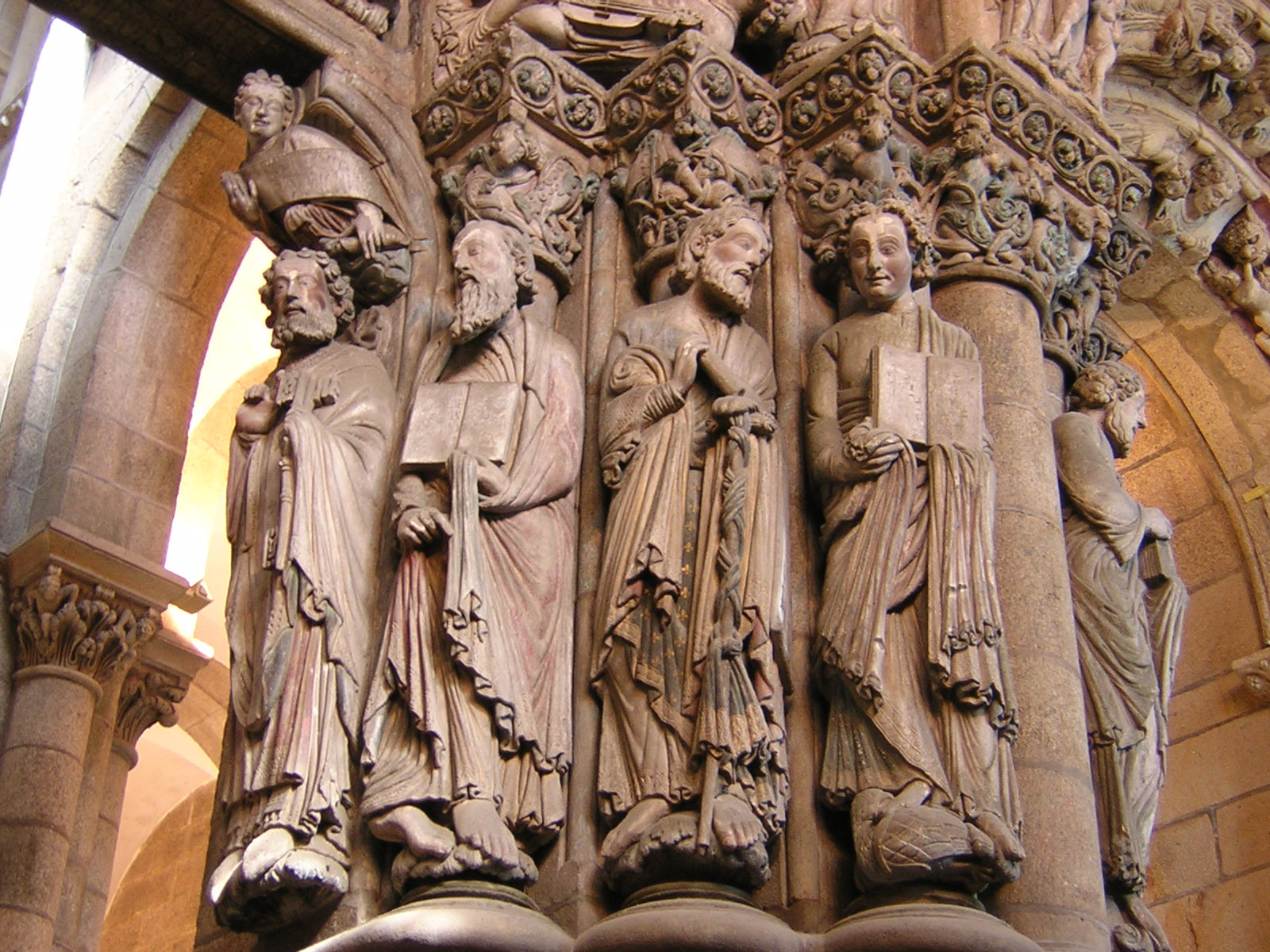
Apóstoles.

En las columnas de la puerta central, así como en las dos puertas laterales, aparecen representados apóstoles, profetas y otras figuras. Todos ellos están coronados con su respectivo capitel en el que se representan diferentes animales (aves, casi siempre con cabezas humanas y otras cabezas de animales) y motivos de hojas.
Comenzando por la columna derecha y mirando de izquierda a derecha
En la columna de la izquierda, y comenzando por la que mira al apóstol Santiago, vemos las figuras de los profetas del Antiguo Testamento Moisés, con las Tablas de la Ley; Isaías, con el bastón; Daniel y Jeremías, con barba; todos ellos sujetan un cartel en el que está escrito su nombre. Debajo de la figura de Isaías, aparece un joven dispuesto a golpear a un monstruo; otras fuentes ven la representación del sacrificio de Isaac.
Daniel está ante una estatua de una mujer (según diferentes interpretaciones: Ester, la Reina de Saba, una emperatriz... ). También hay quien identifica esa figura con el ángel de Reims. Más ortodoxa es la teoría que lo explica en la alegría que tiene al anunciar la llegada del Señor.

## Puerta derecha
El arco de la puerta derecha representa el Juicio Final. Carece de tímpano, como el de la izquierda, eliminado quizá por orden de un obispo en alguna restauración. La doble arquivolta está dividida en dos mitades por dos cabezas flanqueadas por cartelas. Unos identifican estas cabezas con las figuras de San Miguel y Cristo, para otros son Cristo-Juez y un ángel y, finalmente, otras fuentes indican que representan a Dios Padre, a superior, y Dios Hijo, a inferior.
A la derecha de estas cabezas aparece representado el infierno, con figuras de monstruos (demonios) que arrastran y torturan las almas de los condenados. A la izquierda, el cielo con los elegidos, con figuras de ángeles con niños que simbolizan las almas salvadas.
En la jamba de la derecha están representados, por orden, los apóstoles San Bartolomeo y Santo Tomás, seguidos por San Marcos, San Lucas y San Juan. Y en la de la izquierda, San Felipe y San Andrés, aunque las identificaciones están sujetas a discusión.

## Puerta izquierda
En el arco de la puerta izquierda se representan escenas del Antiguo Testamento, con los justos que aguardan la llegada del Salvador. En el centro de la primera arquivolta, envueltos entre hojas, está Dios creador, que bendice al peregrino y sostiene el libro de la Verdad Eterna; y a su derecha Adán (desnudo), Abraham (con el índice levantado) y Jacob. Con estos hay dos figuras más que unas fuentes identifican con Noé (nuevo padre de la humanidad por salvarla del diluvio) y Esaú y otros con Isaac y Judá. A la izquierda de Dios vemos a Eva, Moisés, Aarón, David rey y Salomón (otras fuentes sitúan aquí a Judá y Benjamín, en lugar de Aarón y Salomón). Tanto Adán como Eva aparecen sin corona porque ya pecaron y perdieron su inocencia.
En la segunda arquivolta, la superior, diez pequeñas figuras representan a las diez tribus de Israel, faltando la tribu de Judá (a la que pertenecía Cristo) y la de Benjamín. Todas las figuras están medio ocultas por un bocel que parece tenerlas presas y que simboliza la esclavitud que las somete.
En la jamba de la derecha vemos a los profetas Oseas y Joel, y en la de la izquierda a Amós y Abdías, en los cuatro casos con una identificación dudosa. Sigue, a la izquierda, una figura con un bastón que puede ser el santo Job, y las figuras de Judith y la reina Esther. Debajo de la estatua del profeta Joel hay una columna con palomas picando en las uvas, dos centauros, cuatro guerreros y dos leones.

## Basas
Los tres pilares del pórtico están sustentados sobre fuertes basamentos en los que se representan grupos de diversos animales: seis águilas, un oso, cuatro leones y dos animales indeterminados, así como tres cabezas humanas con barba. Hay quien quiere ver en estas figuras imágenes de demonios, y que simbolizan que el peso de la gloria (el pórtico en sí) aplasta al pecado. Otras fuentes le dan una interpretación apocalíptica, con guerras, hambre y muerte (representadas por las bestias), situaciones que solo se pueden salvar gracias a la inteligencia humana (las cabezas de los hombres ancianos)..

## Modificaciones
Hay constancia de modificaciones sobre la obra original. En 2016 la rehabilitación de la Torre Sur del Obradoiro descubrió una figura decapitada, aparentemente de un profeta, que habría pertenecido al conjunto original
Posteriormente, en 2017 el Ayuntamiento de Santiago emprendió acciones legales para la devolución de dos estatuas de la fachada románica que protegía el Pórtico, actualmente en posesión de los herederos de Franco.

## El Pórtico en la literatura
Muchos autores han escrito y admirado la singularidad de esta obra. Entre ellos, destaca Rosalía de Castro cuando dice:
¡védeos!, parece

qu´os labios moven, que falan quedo

os uns cos outros, e aló n´altura

do ceu a música vai dar comenzó,

pois os gloriosos concertadores tempran risoños os instrumentos